# Ђурђурница
Ђурђурница (мкд. Гургурница) је насељено место у Северној Македонији, у северозападном делу државе. Ђурђурница припада општини Брвеница.

## Географски положај
Насеље Ђурђурница је смештено у северозападном делу Северне Македоније. Од најближег већег града, Тетова, насеље је удаљено 10 km јужно.
Ђурђурница се налази у горњем делу историјске области Полог. Насеље је положено високо, на висовима Суве горе, док се западно тло силази у Полошко поље. Надморска висина насеља је приближно 1.250 метара.
Клима у насељу је планинска због знатне надморске висине.

## Становништво
По попису становништва из 2002. године Ђурђурница је имала 1.556 становника.
Претежно становништво у насељу су Албанци (99%). 
Већинска вероисповест у насељу је ислам.